# Irland i olympiska sommarspelen 1980
Irland deltog i de olympiska sommarspelen 1980 med en trupp bestående av 47 deltagare, 44 män och tre kvinnor, vilka deltog i 38 tävlingar i elva sporter. Landet deltog inte i den av USA ledda bojkotten mot spelen, men visade sitt stöd genom att tävla under den olympiska flaggan istället för den egna flaggan. Irland slutade på 31:a plats i medaljligan, med en silvermedalj och en bronsmedalj.

## Medaljer

### Silver
- David Wilkins, Jamie Wilkinson - Segling, Flygande Holländare

### Brons
- Hugh Russell - Boxning, Flugvikt

## Boxning
| Idrottare        | Gren            | Omgång 1             | Omgång 2             | Omgång 3             | Kvartsfinal          | Semifinal            | Final                | Final     |
| Idrottare        | Gren            | Motståndare Resultat | Motståndare Resultat | Motståndare Resultat | Motståndare Resultat | Motståndare Resultat | Motståndare Resultat | Placering |
| ---------------- | --------------- | -------------------- | -------------------- | -------------------- | -------------------- | -------------------- | -------------------- | --------- |
| Gerry Hawkins    | Lätt flugvikt   | Bye                  | Mustafov (BUL) 0-5   | Gick inte vidare     | Gick inte vidare     | Gick inte vidare     | Gick inte vidare     |           |
| Hugh Russell     | Flugvikt        | Khiniab (IRQ) 5-0    | Mlundwa (TAN) 5-0    | i.u.                 | Yo (PRK) 3-2         | Lesov (BUL) 0-5      | Gick inte vidare     |           |
| Philip Sutcliffe | Bantamvikt      | Bye                  | Zaragoza (MEX) 0-5   | Gick inte vidare     | Gick inte vidare     | Gick inte vidare     | Gick inte vidare     |           |
| Barry McGuigan   | Fjädervikt      | Bye                  | Mabushi (TAN) RSC-3  | Kabunda (ZAM) 1-4    | Gick inte vidare     | Gick inte vidare     | Gick inte vidare     |           |
| Sean Doyle       | Lättvikt        | Trujillo (VEN) RSC-2 | Livadaru (ROU) 1-RSC | i.u.                 | Gick inte vidare     | Gick inte vidare     | Gick inte vidare     |           |
| Martin Brerton   | Lätt weltervikt | Aguilar (CUB) 1-RSC  | Gick inte vidare     | Gick inte vidare     | Gick inte vidare     | Gick inte vidare     | Gick inte vidare     |           |
| Patrick Davitt   | Weltervikt      | Budusan (ROU) 0-5    | Gick inte vidare     | Gick inte vidare     | Gick inte vidare     | Gick inte vidare     | Gick inte vidare     |           |

## Bågskytte
| Bågskytt       | Gren                   | Första rundan | Första rundan | Andra rundan | Andra rundan | Totalt | Totalt |
| Bågskytt       | Gren                   | Poäng         | Rank          | Poäng        | Rank         | Poäng  | Rank   |
| -------------- | ---------------------- | ------------- | ------------- | ------------ | ------------ | ------ | ------ |
| Hazel Greene   | Damernas individuella  | 1123          | 16            | 1106         | 22           | 2229   | 19     |
| William Swords | Herrarnas individuella | 1106          | 32            | 1106         | 31           | 2212   | 31     |
| James Conroy   | Herrarnas individuella | 1017          | 37            | 1041         | 37           | 2058   | 37     |

## Cykling
Herrarnas linjelopp
- Billy Kerr
- Stephen Roche
- Anthony Lally

## Friidrott
Herrarnas 1 500 meter
- Ray Flynn
  - Heat — 3:42,0 (→ gick inte vidare)

Herrarnas 5 000 meter
- Eamonn Coghlan
  - Heat — 13:45,4
  - Semifinal — 13:28,8
  - Final — 13:22,8 (→ 4:e plats)

- John Treacy
  - Heat — 13:44,8
  - Semifinal — 13:40,3
  - Final — 13:23,7 (→ 7:e plats)

- Mick O'Shea
  - Heat — 14:03,0 (→ gick inte vidare)

Herrarnas 10 000 meter
- John Treacy
  - Heat — fullföljde inte (→ gick inte vidare)

Herrarnas maraton
- Dick Hooper
  - Final — 2:23:53 (→ 38:e plats)

- Pat Hooper
  - Final — 2:30:28 (→ 42:e plats)

- John Treacy
  - Final — startade inte (→ ingen placering)

Herrarnas släggkastning
- Seán Egan
  - Kval — 63,94 m (→ gick inte vidare, 16:e plats)

## Kanotsport
| Kanotist     | Gren                | Heat    | Heat      | Semifinal        | Semifinal        | Final            | Final            |
| Kanotist     | Gren                | Tid     | Placering | Tid              | Placering        | Tid              | Placering        |
| ------------ | ------------------- | ------- | --------- | ---------------- | ---------------- | ---------------- | ---------------- |
| Declan Burns | Herrarnas K1 500 m  | 1:50.08 | 5         | Gick inte vidare | Gick inte vidare | Gick inte vidare | Gick inte vidare |
| Ian Pringle  | Herrarnas K1 1000 m | 3:53.01 | 5         | Gick inte vidare | Gick inte vidare | Gick inte vidare | Gick inte vidare |

## Modern femkamp
Herrarnas individuella tävling
- Jerome Hartigan — 4.557 poäng, 39:e plats
- Sackville Currie — 4.377 poäng, 42:e plats
- Mark Hartigan — 4.361 poäng, 43:e plats

Herrarnas lagtävling
- Hartigan, Currie och Hartigan — 13.295 poäng, 12:e plats

## Rodd
Herrarnas tvåa utan styrman
- Pat Gannon och Willie Ryan
  - Heat 3 — 3:a (Q)
  - Semifinal — 5:a (-)
  - B-Final — 1:a
  - Totalt — 7:a

## Segling
Flying Dutchman
- David Wilkins och James Wilkinson

## Simning
Tre deltagare representerade Irland i simningen, i totalt åtta tävlingar. De tog inga medaljer.
Damer
| Tävlande        | Gren           | Heat    | Heat      | Final            | Final            |
| Tävlande        | Gren           | Tid     | Placering | Tid              | Placering        |
| --------------- | -------------- | ------- | --------- | ---------------- | ---------------- |
| Catherine Bohan | 100 m bröstsim | 1:16.84 | 6         | Gick inte vidare | Gick inte vidare |
| Catherine Bohan | 200 m bröstsim | 2:43.30 | 5         | Gick inte vidare | Gick inte vidare |
| Catherine Bohan | 400 m medley   | 5:21.82 | 7         | Gick inte vidare | Gick inte vidare |

Herrar
| Tävlande         | Gren          | Heat    | Heat      | Semifinal        | Semifinal        | Final            | Final            |
| Tävlande         | Gren          | Tid     | Placering | Tid              | Placering        | Tid              | Placering        |
| ---------------- | ------------- | ------- | --------- | ---------------- | ---------------- | ---------------- | ---------------- |
| Kevin Williamson | 200 m frisim  | 1:57.37 | 6         | i.u.             | i.u.             | Gick inte vidare | Gick inte vidare |
| Kevin Williamson | 400 m frisim  | 4:09.01 | 5         | i.u.             | i.u.             | Gick inte vidare | Gick inte vidare |
| David Cummins    | 200 m ryggsim | 2:12.45 | 6         | Gick inte vidare | Gick inte vidare | Gick inte vidare | Gick inte vidare |
| David Cummins    | 100 m fjäril  | 58.90   | 6         | Gick inte vidare | Gick inte vidare | Gick inte vidare | Gick inte vidare |
| David Cummins    | 200 m fjäril  | 2:06.47 | 6         | i.u.             | i.u.             | Gick inte vidare | Gick inte vidare |